# Comptosia vittata
Comptosia vittata är en tvåvingeart som beskrevs av Edwards 1934. Comptosia vittata ingår i släktet Comptosia och familjen svävflugor. Inga underarter finns listade i Catalogue of Life.